# Valérie Amarou
 (décembre 2009).
Si vous disposez d'ouvrages ou d'articles de référence ou si vous connaissez des sites web de qualité traitant du thème abordé ici, merci de compléter l'article en donnant les références utiles à sa vérifiabilité et en les liant à la section « Notes et références ».
Valérie Amarou est une journaliste française de télévision, née le 5 octobre 1976 à Niort.

## Biographie
Son domaine de prédilection est le sport et débute sur InfoSport dans les années 2000. À la rentrée 2004, elle rejoint TPS Star où elle présente les matchs du championnat d'Angleterre de football jusqu'en 2007. De 2005 à 2007, elle coanime Dimanche Soir Football une émission consacrée aux championnats étrangers avec Gregory Nowak, Daniel Riolo et Daniel Bravo.
En septembre 2007, elle rejoint Canal+. Elle y présente Jour de sport sur Canal+ Sport avec Victor Robert du lundi au jeudi aux alentours de 19 h 30. Mais l'émission est supprimée en juin 2008.
À la rentrée 2008, elle fait son retour à TPS. Elle présente l'émission de cinéma Star Mag avec Éric Naulleau chaque jour de la semaine en clair. Valérie Amarou ne quitte pas Canal pour autant puisqu'elle présente le World Poker Tour avec Patrick Bruel et Samedi Sport jusqu'en 2010.
En septembre 2010, elle anime avec Laurent Weil La quotidienne du cinéma du lundi au vendredi à 19 h 40, une émission consacrée à l'actualité cinématographique et musicale. Elle rejoint aussi i>Télé, la chaîne d'information en continu du groupe Canal+ pour présenter avec Stefan Etcheverry les soirées du week-end entre 18 h et 0 h,.
Le 6 juin 2018 est diffusé sur France 2 le documentaire 12 juillet 1998, le jour parfait, qu'elle a réalisé avec Jean-Pierre Devillers. 
À partir du 3 septembre 2018 elle présente sur France 3 chaque jour et en direct 9H50 le matin Paris-Île-de-France. Le 7 janvier 2019 l’émission fait place à Ensemble c’est mieux !, diffusée à 10h50.